# Campeonato de Italia de Ciclismo Contrarreloj

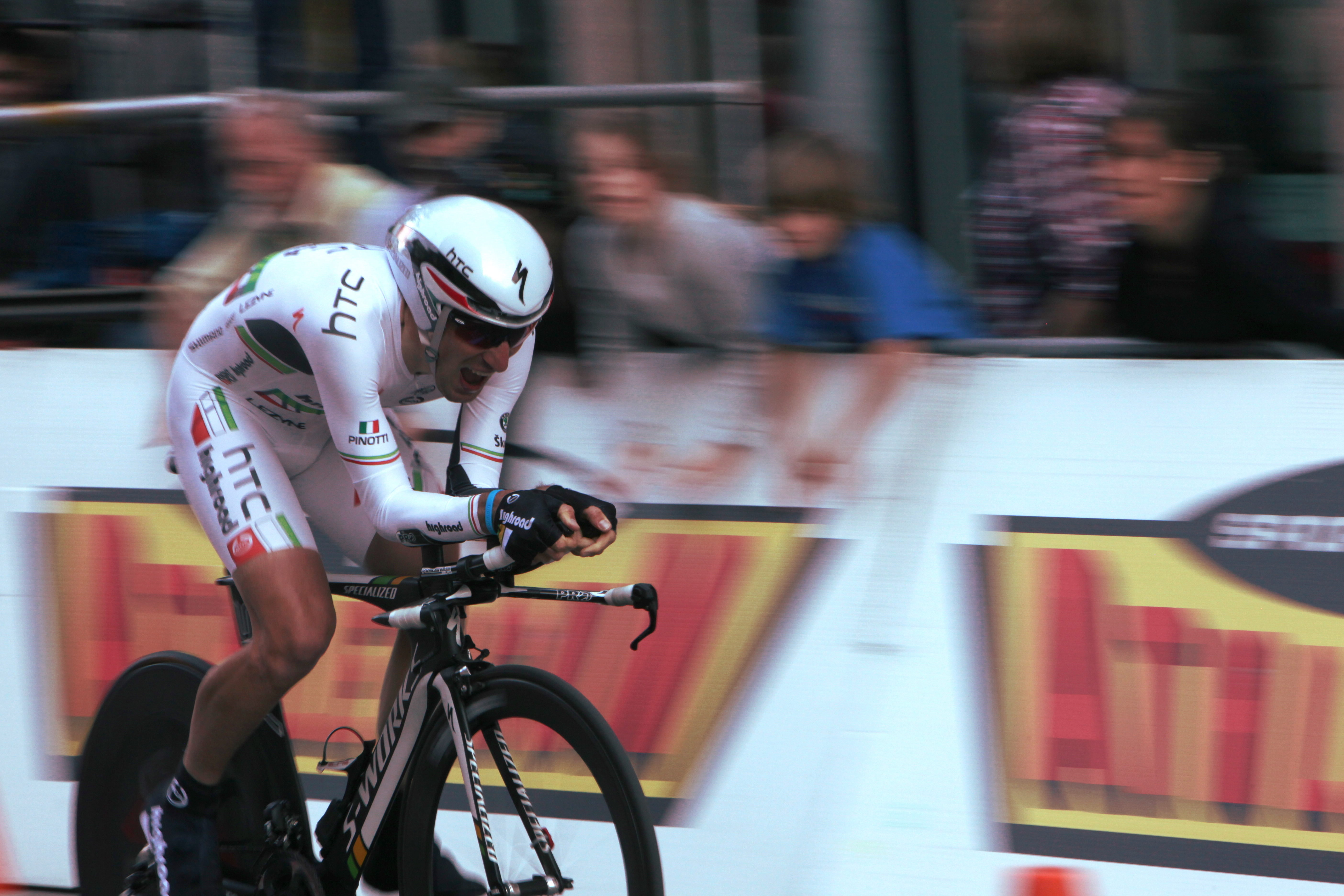
Marco Pinotti campeón en seis ocasiones.

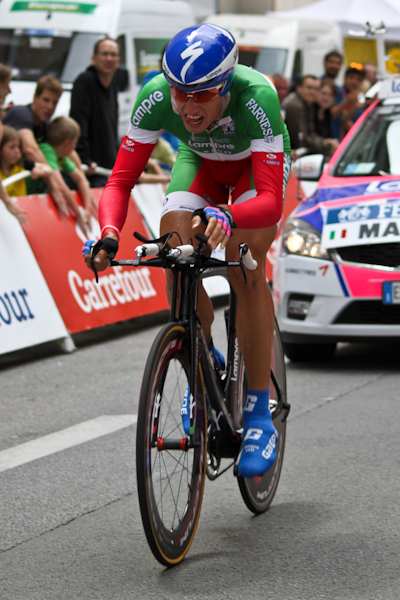
Adriano Malori campeón en 2011, 2014 y 2015.

Los Campeonatos de Italia de Ciclismo Contrarreloj se organizan anualmente desde el año 1995 para determinar el campeón ciclista de Italia de cada año, en la modalidad. 
El título se otorga al vencedor de una única carrera, en la modalidad de Contrarreloj individual. El vencedor obtiene el derecho a portar un maillot con los colores de la bandera italiana hasta el campeonato del año siguiente, solamente cuando disputa pruebas Contrarreloj.

## Palmarés masculino
| Año  | Ganador            | Segundo              | Tercero              |
| 1995 | Massimiliano Lelli | Andrea Chiurato      | Luca Scinto          |
| 1997 | Dario Andriotto    | Carlo Finco          | Cristian Salvato     |
| 1998 | Marco Velo         | Luca Sironi          | Mirko Gualdi         |
| 1999 | Marco Velo         | Riccardo Forconi     | Daniele Nardello     |
| 2000 | Marco Velo         | Daniele Contrini     | Diego Ferrari        |
| 2001 | Andrea Perón       | Daniele Contrini     | Juri Alvisi          |
| 2002 | Dario Frigo        | Filippo Pozzato      | Juri Alvisi          |
| 2003 | Gianpaolo Mondini  | Manuel Quinziato     | Andrea Rossi         |
| 2004 | Dario Cioni        | Andrea Perón         | Marco Pinotti        |
| 2005 | Marco Pinotti      | Marzio Bruseghin     | Dario Cioni          |
| 2006 | Marzio Bruseghin   | Marco Pinotti        | Manuel Quinziato     |
| 2007 | Marco Pinotti      | Vincenzo Nibali      | Manuel Quinziato     |
| 2008 | Marco Pinotti      | Luca Celli           | Maurizio Biondo      |
| 2009 | Marco Pinotti      | Gabriele Bosisio     | Maurizio Biondo      |
| 2010 | Marco Pinotti      | Dario Cataldo        | Adriano Malori       |
| 2011 | Adriano Malori     | Manuele Boaro        | Alan Marangoni       |
| 2012 | Dario Cataldo      | Adriano Malori       | Marco Pinotti        |
| 2013 | Marco Pinotti      | Stefano Pirazzi      | Adriano Malori       |
| 2014 | Adriano Malori     | Dario Cataldo        | Alan Marangoni       |
| 2015 | Adriano Malori     | Moreno Moser         | Daniele Bennati      |
| 2016 | Manuel Quinziato   | Manuele Boaro        | Moreno Moser         |
| 2017 | Gianni Moscon      | Fabio Felline        | Manuel Quinziato     |
| 2018 | Gianni Moscon      | Filippo Ganna        | Fabio Felline        |
| 2019 | Filippo Ganna      | Alberto Bettiol      | Alessandro De Marchi |
| 2020 | Filippo Ganna      | Alessandro De Marchi | Edoardo Affini       |
| 2021 | Matteo Sobrero     | Edoardo Affini       | Mattia Cattaneo      |
| 2022 | Filippo Ganna      | Mattia Cattaneo      | Edoardo Affini       |
| 2023 | Filippo Ganna      | Mattia Cattaneo      | Matteo Sobrero       |
| 2024 | Filippo Ganna      | Edoardo Affini       | Filippo Baroncini    |
| 2025 | Filippo Ganna      | Filippo Baroncini    | Mattia Cattaneo      |

### Sub-23
| Año  | Ganador                 | Segundo           | Tercero             |
| 2003 | Gianluca Moi            | Maurizio Biondo   | Giairo Ermeti       |
| 2004 | Francesco Rivera        | Luca Ascani       | Mariano De Fino     |
| 2005 | Tiziano Dall'Antonia    | Francesco Tomei   | Eddy Rosolen        |
| 2006 | Alan Marangoni          | Francesco Tomei   | Ermanno Capelli     |
| 2007 | Adriano Malori          | Manuele Boaro     | Marco Coledan       |
| 2008 | Adriano Malori          | Manuele Boaro     | Daniel Oss          |
| 2009 | Alfredo Balloni         | Adriano Malori    | Alessandro Stocco   |
| 2010 | Matteo Mammini          | Gianluca Leonardi | Alessandro Stocco   |
| 2011 | Matteo Mammini          | Massimo Coledan   | Mattia Cattaneo     |
| 2012 | Massimo Coledan         | Davide Martinelli | Mirko Trosino       |
| 2013 | Davide Martinelli       | Andrea Toniatti   | Luca Sterbini       |
| 2014 | Davide Martinelli       | Seid Lizde        | Davide Belletti     |
| 2015 | Davide Martinelli       | Giovanni Carboni  | Edoardo Affini      |
| 2016 | Filippo Ganna           | Giovanni Carboni  | Seid Lizde          |
| 2017 | Paolo Baccio            | Edoardo Affini    | Giovanni Carboni    |
| 2018 | Edoardo Affini          | Matteo Sobrero    | Paolo Baccio        |
| 2019 | Matteo Sobrero          | Giovanni Aleotti  | Antonio Puppio      |
| 2020 | Jonathan Milan          | Andrea Piccolo    | Antonio Tiberi      |
| 2021 | Filippo Baroncini       | Marco Frigo       | Davide Piganzoli    |
| 2022 | Davide Piganzoli        | Matteo Montefiori | Bryan Olivo         |
| 2023 | Bryan Olivo             | Nicolas Milesi    | Dario Igor Belletta |
| 2024 | Andrea Raccagni Noviero | Nicolas Milesi    | Christian Bagatin   |

## Palmarés femenino
| Año  | Ganadora               | Segunda              | Tercera              |
| 1987 | Maria Canins           | -                    | -                    |
| 1988 | Maria Canins           | -                    | -                    |
| 1989 | Maria Canins           | Francesca Galli      | Roberta Bonanomi     |
| 1990 | Maria Canins           | Monica Bandini       | Francesca Galli      |
| 1991 | Roberta Bonanomi       | Maria Paola Turcutto | Imelda Chiappa       |
| 1992 | Maria Paola Turcutto   | Simona Muzzioli      | Roberta Bonanomi     |
| 1994 | Imelda Chiappa         | Antonella Bellutti   | Maria Canins         |
| 1995 | Imelda Chiappa         | Roberta Bonanomi     | Maria Canins         |
| 1996 | Gabriella Pregnolato   | Imelda Chiappa       | Antonella Bellutti   |
| 1997 | Gabriella Pregnolato   | Imelda Chiappa       | Roberta Bonanomi     |
| 1998 | Imelda Chiappa         | Gabriella Pregnolato | Lucia Pizzolotto     |
| 1999 | Gabriella Pregnolato   | Giovanna Troldi      | Linda Visentini      |
| 2000 | Gabriella Pregnolato   | Luisa Tamanini       | Lucia Pizzolotto     |
| 2001 | Alessandra Cappellotto | Vera Carrara         | Luisa Tamanini       |
| 2002 | Giovanna Troldi        | Fabiana Luperini     | Luisa Tamanini       |
| 2003 | Giovanna Troldi        | Luisa Tamanini       | Tania Belvederesi    |
| 2004 | Giovanna Troldi        | Tatiana Guderzo      | Anna Zugno           |
| 2005 | Tatiana Guderzo        | Anna Zugno           | Silvia Valsecchi     |
| 2006 | Silvia Valsecchi       | Giovanna Troldi      | Tatiana Guderzo      |
| 2007 | Vera Carrara           | Anna Zugno           | Silvia Valsecchi     |
| 2008 | Tatiana Guderzo        | Anna Zugno           | Silvia Valsecchi     |
| 2009 | Noemi Cantele          | Tatiana Guderzo      | Silvia Valsecchi     |
| 2010 | Tatiana Guderzo        | Silvia Valsecchi     | Noemi Cantele        |
| 2011 | Noemi Cantele          | Silvia Valsecchi     | Tatiana Guderzo      |
| 2012 | Tatiana Guderzo        | Elisa Longo Borghini | Noemi Cantele        |
| 2013 | Tatiana Guderzo        | Elisa Longo Borghini | Silvia Valsecchi     |
| 2014 | Elisa Longo Borghini   | Elena Berlato        | Vittoria Bussi       |
| 2015 | Silvia Valsecchi       | Tatiana Guderzo      | Elena Berlato        |
| 2016 | Elisa Longo Borghini   | Tatiana Guderzo      | Silvia Valsecchi     |
| 2017 | Elisa Longo Borghini   | Elena Cecchini       | Silvia Valsecchi     |
| 2018 | Elena Cecchini         | Vittoria Bussi       | Rossella Ratto       |
| 2019 | Elena Cecchini         | Vittoria Bussi       | Elisa Longo Borghini |
| 2020 | Elisa Longo Borghini   | Vittoria Bussi       | Vittoria Guazzini    |
| 2021 | Elisa Longo Borghini   | Soraya Paladin       | Tatiana Guderzo      |
| 2022 | Elisa Longo Borghini   | Vittoria Guazzini    | Marta Cavalli        |
| 2023 | Elisa Longo Borghini   | Marta Cavalli        | Alessia Vigilia      |
| 2024 | Vittoria Guazzini      | Elena Pirrone        | Gaia Masetti         |
| 2025 | Vittoria Guazzini      | Elisa Longo Borghini | Federica Venturelli  |

## Estadísticas

### Más victorias
| Ciclista       | Victorias | Años                                |
| -------------- | --------- | ----------------------------------- |
| Marco Pinotti  | 6         | 2005, 2007, 2008, 2009, 2010 y 2013 |
| Filippo Ganna  | 6         | 2019, 2020, 2022, 2023, 2024 y 2025 |
| Marco Velo     | 3         | 1998, 1999 y 2000                   |
| Adriano Malori | 3         | 2011, 2014 y 2015                   |
| Gianni Moscon  | 2         | 2017 y 2018                         |

| Ciclista          | Victorias | Años              |
| ----------------- | --------- | ----------------- |
| Adriano Malori    | 2         | 2007 y 2008       |
| Matteo Mammini    | 2         | 2010 y 2011       |
| Davide Martinelli | 3         | 2013, 2014 y 2015 |

| Ciclista             | Victorias | Años                                      |
| -------------------- | --------- | ----------------------------------------- |
| Elisa Longo Borghini | 7         | 2014, 2016, 2017, 2020, 2021, 2022 y 2023 |
| Tatiana Guderzo      | 5         | 2005, 2008, 2010, 2012 y 2013             |
| Maria Canins         | 4         | 1987, 1988, 1989 y 1990                   |
| Gabriella Pregnolato | 4         | 1996, 1997, 1999 y 2000                   |
| Imelda Chiappa       | 3         | 1994, 1995 y 1998                         |
| Giovanna Troldi      | 3         | 2002, 2003 y 2004                         |